# Kalophrynus palmatissimus
Kalophrynus palmatissimus es una especie de anfibios de la familia Microhylidae.

## Distribución geográfica
Es endémica de Malasia Peninsular.

## Estado de conservación
Se encuentra amenazada de extinción por la pérdida de su hábitat natural.